# Luanshya (Distrikt)
Luanshya ist einer von zehn Distrikten in der Provinz Copperbelt in Sambia. Er hat eine Fläche von 932 km² und es leben 211.970 Menschen in ihm (2022). Hauptstadt des Distriktes ist das gleichnamige Luanshya.

## Geografie
Der Distrikt liegt etwa 20 Kilometer südwestlich von Ndola, der Hauptstadt der Provinz Copperbelt, und etwa 240 Kilometer nördlich von Lusaka entfernt. Er liegt auf einer mittleren Höhe zwischen etwa 1200 m über dem Meeresspiegel. Ein Teil der Westgrenze wird durch den Kafue und ein Teil der Südgrenze durch seinen Nebenfluss Kafubu gebildet.
Der Distrikt grenzt im Norden an die Distrikte Kitwe und Ndola, im Süden an die Distrikte Masaiti und im Westen an Lufwanyama.

## Demographie
Laut der Volks- und Wohnungszählung von 2010 wurde die Gesamtbevölkerung von Luanshya auf 153.117 geschätzt, mit einer durchschnittlichen jährlichen Bevölkerungswachstumsrate von 0,3 %.

## Wirtschaft
Luanshya ist ein Bergbaugebiet mit Kupfererzvorkommen. Der Distrikt arbeitet jedoch derzeit daran, die Abhängigkeit vom Bergbau zu verringern, indem er die Diversifizierung in andere Sektoren, insbesondere den Agrarsektor, fördert.
Der Distrikt verfügt über reichlich Wasser und fruchtbares Land. Er bietet viele Möglichkeiten für die Landwirtschaft und Viehzucht. Durch seinen Wasserressourcen bietet der Möglichkeiten für die Stromerzeugung aus Wasserkraft. Er hat eine Reihe von Waldreservaten. Darunter sind der Masansa-Wald, der Maposa-Wald, die Muva-Hügel und das botanische Reservat Lufubu.

## Infrastruktur
Der Bezirk verfügt über ein gut angebundenes Straßennetz.